# Бульвар Княгині Ольги (Біла Церква)
Бульвар Княгині Ольги — один з трьох бульварів Білої Церкви.
Знаходиться на масиві Леваневського. Фактично є межею між 3-ім та 4-им мікрорайонами. На бульварі є храм-пам'ятник воїнам-афганцям, присвячений Георгію Побідоносцю та пошкоджений вандалами пам'ятний камінь про закладення цього пам'ятника.

## Історія
За радянських часів бульвар мав назву бульвар Комсомольців, на честь комсомольців, які будували 3-ій та 4-ий мікрорайони.
В 2016 році бульвар отримав назву Бульвар Княгині Ольги.

## Об'єкти
- Білоцерківська спеціалізована загальноосвітня школа І-ІІІ ступенів № 12 з поглибленим вивченням інформаційних технологій (буд. 11)[3]

## Галерея
|  |  |  |